# Дзифрова къща
Дзифровата къща (на гръцки: Νεοκλασικό Τζίφρα) е неокласическа къща в град Костур, Гърция.
Къщата е разположена на край езерото, на улица „Папаконстантинос“, в южната традицонна махала на града Долца (Долцо). Сградата е закупена, ремонтирана и добре поддържана. Известна е и с името на бившия си собственик и е наричана и Кайтерова къща (Νεοκλασσικό Καϊτέρη).